# (9597) 1991 UF
A (9597) 1991 UF a Naprendszer kisbolygóövében található aszteroida. Ueda Szeidzsi és Kaneda Hirosi fedezte fel 1991. október 18-án.